# Бутусов, Василий Васильевич
Василий Васильевич Бутусов (31 марта 1912 года, деревня Вертяново, Арзамасский уезд, Нижегородская губерния — 14 апреля 1983 года, Рига, Латвийская ССР) — старший машинист паровозного депо Рига Латвийской железной дороги, Латвийская ССР. Герой Социалистического Труда (1959).

## Биография
Родился в 1912 году в крестьянской семье в деревне Вертяново Арзамасского уезда.
Трудовую деятельность начал подростком на железной дороге. С 1930 года — смазчик в вагонном депо станции Тайшет Томской железной дороги. Проходил срочную службу в береговой охране Черноморского флота в Севастополе. После армии отправился в Среднюю Азию, где трудился с 1936 года кочегаром, помощником машиниста, машинистом паровоза на станции Матай Туркестанско-Сибирской магистрали. С 1938 года — член ВКП(б).
С 1941 года участвовал в Великой Отечественной войне в железнодорожных войсках. Перевозил грузы при обороне Ленинграда. После получения тяжёлого ранения в конце 1941 года возвратился на станцию Матай. В 1947 году направлен в Латвийскую ССР, где трудился в паровозной бригаде, машинистом паровоза в локомотивном депо станций Чиекуркалнс и Шкиротава (Рига-Сортировочная). Достиг высоких трудовых результатов, увеличив пробег паровоза СУ-202-11 до 15 тысяч километров.
В 1954 году стал инициатором социалистического соревнования по увеличению нормативных показателей в полтора раза и одним из первых среди железнодорожников Латвийской ССР выполнивших это обязательство. В последующие годы показал выдающиеся достижения безаварийного пробега паровоза общего километража в два миллиона километров. Был наставником рабочей молодёжи, воспитав 15 молодых машинистов.
Указом Президиума Верховного Совета СССР от 1 августа 1959 года удостоен звания Героя Социалистического Труда «за выдающиеся успехи, достигнутые в деле развития железнодорожного транспорта» с вручением ордена Ленина и золотой медали Серп и Молот.
В 1958 году вступил в КПСС. Избирался членом Рижского городского комитета Компартии Латвии.
С начала 1960-х годов водил тепловозы в качестве машиниста-инструктора.
В 1973 году вышел на пенсию. Проживал в Риге.
Умер в апреле 1983 года. Похоронен на 2-м рижском Лесном кладбище.
Награды и звания
- Герой Социалистического Труда
- Орден Ленина
- Медаль «За трудовое отличие» (16.07.1951).
- Медаль «За трудовую доблесть» (01.08.1953)
- Знак «Почётный железнодорожник»
- Почётная Грамота Президиума Верховного Совета Латвийской ССР (31.07.1954).